# Busta Flex
Busta Flex, pseudonimo di Valéry François (Soisy-sous-Montmorency, 30 settembre 1977), è un rapper francese.

## Biografia
Fin da giovanissimo si avvia al rap, insieme al fratello Jimi Hilife. I due condividono l'esperienza negli Original Blue Funk, gruppo che Busta lascerà presto.
Lasciato il gruppo, grazie alla sua abilità di freestyler, Busta riesce a farsi notare dal dj francese Cut Killer, che lo include nella tracklist della sua compilation Hip Hop Soul Party 2, del 1997.
Busta Flex incide per l'occasione Style Gratuit e C'est moi qui paie, realizzata in collaborazione con Shankane.
Nel 1997, l'incontro con Kool Shen, degli NTM, gli fa ottenere un contratto discografico con la Warner Music.
Un anno dopo Busta incide il suo primo disco solista, dal titolo Busta Flex, vendendo più di 100 000 copie.
Partecipa anche alla tournée degli NTM e incide vari featuring.
Nel 2000 esce l'album Sexe, Violence, Rap & Flooze e due anni più tardi, nel 2002, vede la luce Eclipse. 
Nel luglio 2006, dopo quattro anni dall'ultimo lavoro, Busta Flex torna in studio ed esce La Pièce Maitresse, lanciato sul mercato dal singolo J'me fais rare.
Inoltre la versione strumentale della sua canzone Cliclicboom (prodotta da DJ Khalil) è ascoltabile nella colonna sonora del videogioco Grand Theft Auto: Chinatown Wars.

## Discografia
- 1998 - Busta Flex
- 2000 - Sexe, violence, rap & flooze
- 2002 - Eclipse
- 2006 - La pièce maitresse
- 2008 - Sexe, violence, rap & flooze vol. 2
- 2014 - Soldat'
- 2019 - Moonrock
- 2021 - C pas sérieux